# Église Saint-Vigor d'Authie
L'église Saint-Vigor est une église catholique située à Authie, dans le département du Calvados en France.

## Localisation
L'église est située dans le département français du Calvados, dans le bourg d'Authie.

## Historique
L'église est dédiée à Vigor de Bayeux, évêque de Bayeux de 513 à sa mort en 537.

## Architecture
Le clocher en bâtière et le portail méridional sont classés au titre des monuments historiques le 22 juillet 1913. La croix du cimetière est inscrite depuis le 18 mars 1927.

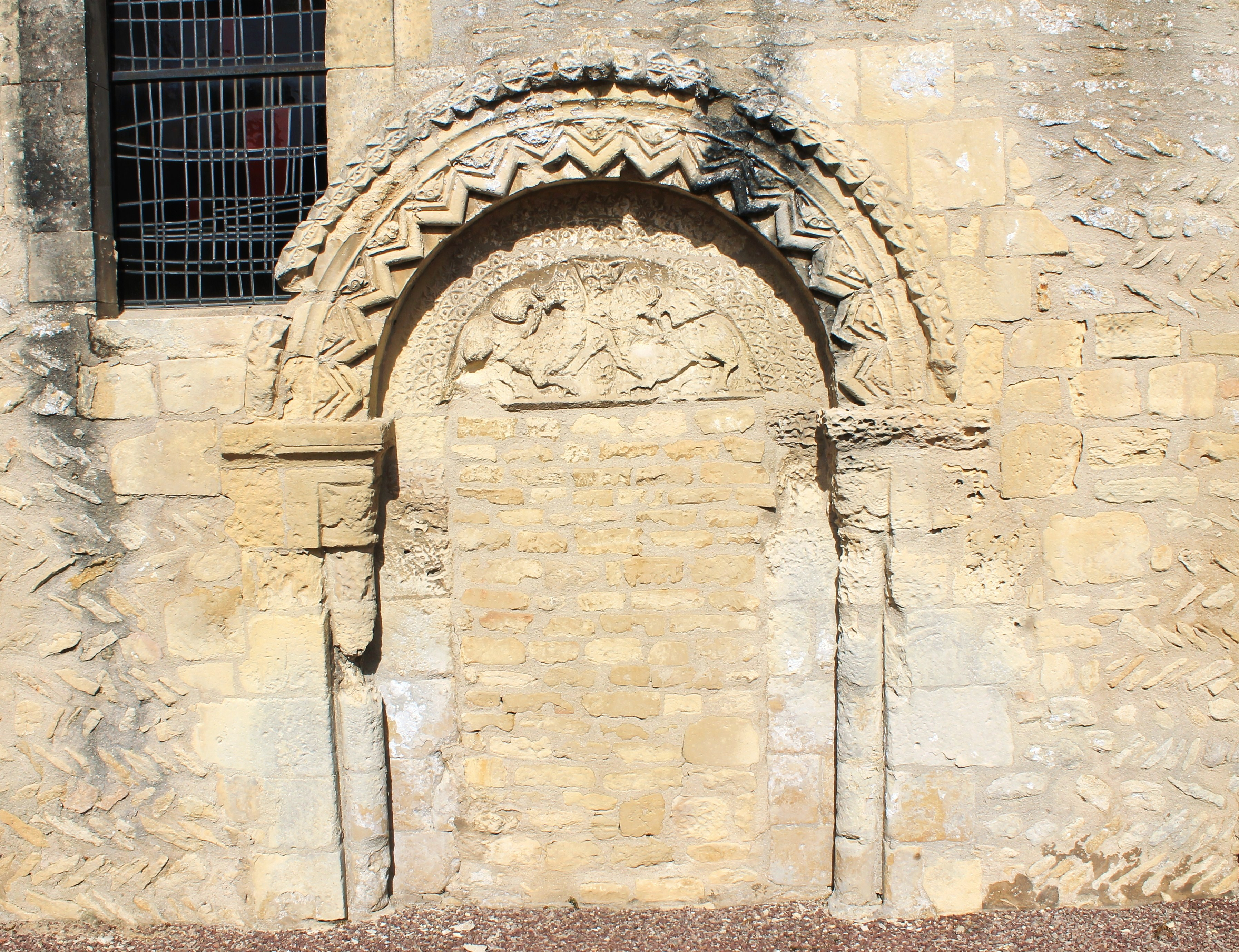
Le portail sud-ouest, dit « méridional ».
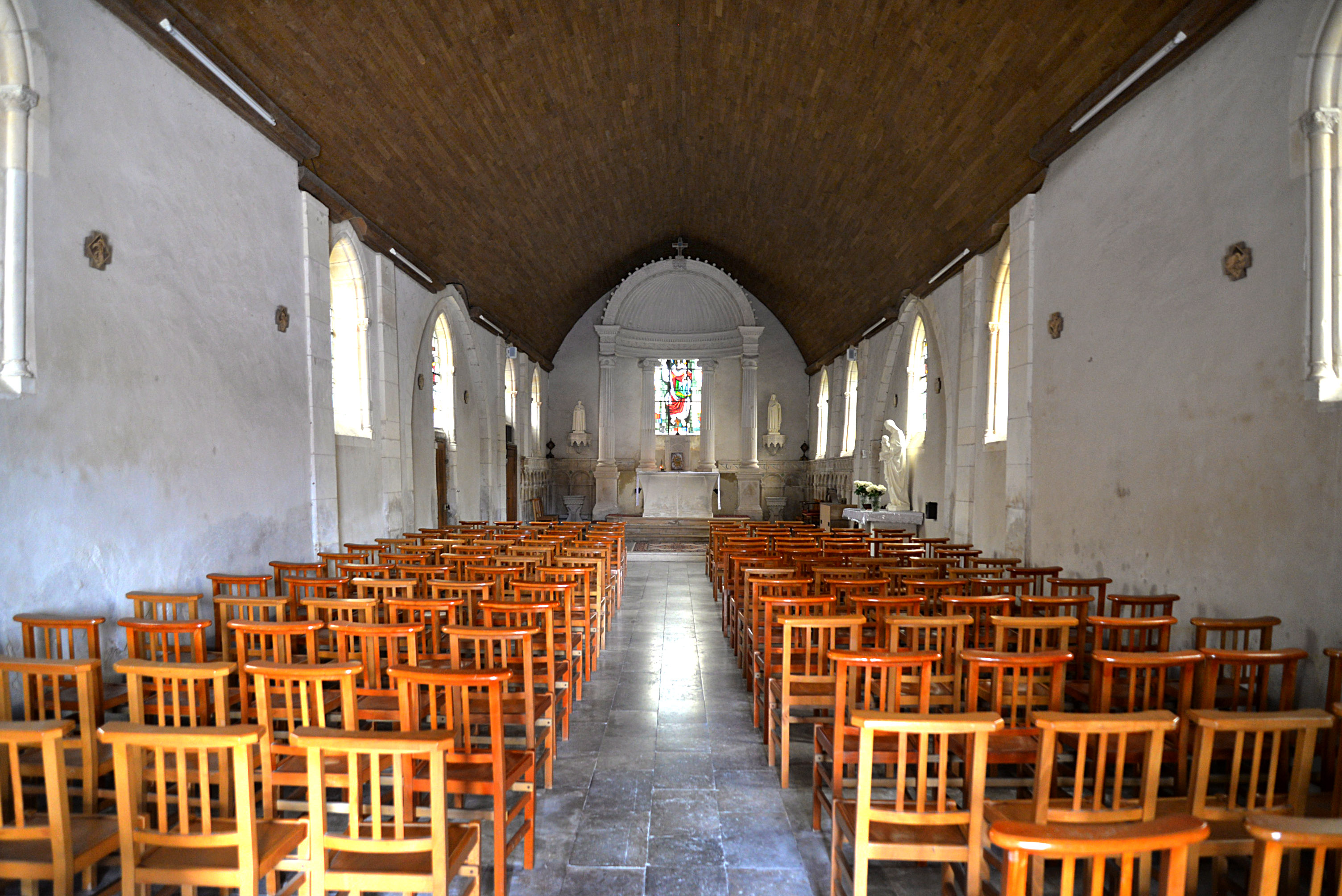
La nef de l'église.
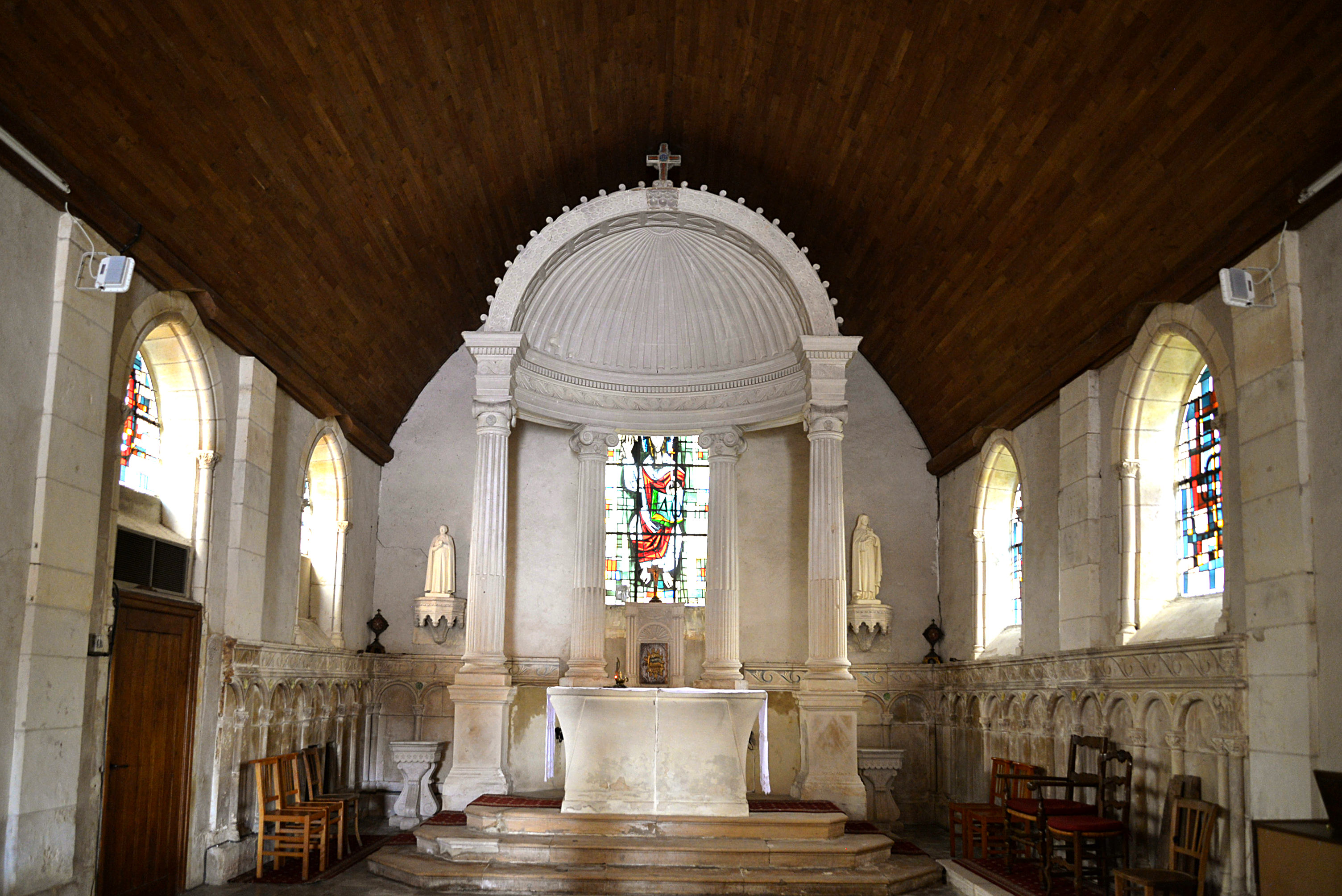
Le chœur de l'église.

## La croix du cimetière

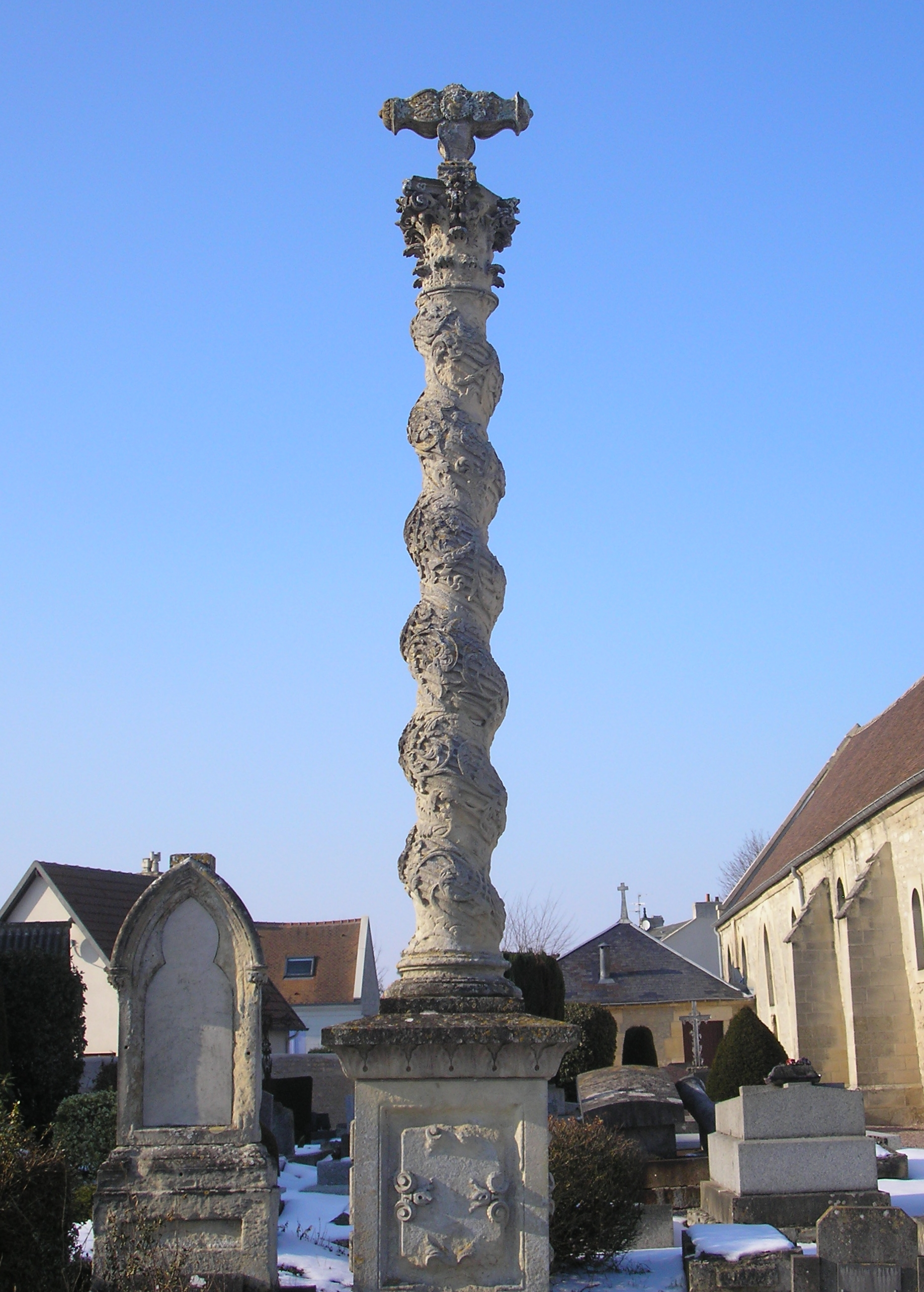
La croix du cimetière.

Inscrite au titre des monuments historiques, la croix du cimetière date du XVIIIe siècle. Il s'agit d'une colonne torsée en pierre, sumontée d'une croix privée de sa branche supérieure.